# لاکنبچ (تگزاس)
لاکنبچ، تگزاس(به انگلیسی: Luckenbach, Texas) شهری در ایالت تگزاس از ایالات جنوبی ایالات متحده آمریکا است. در سرشماری سال ۲۰۰۰، جمعیت این شهر ۳ نفر اعلام شد.